# مجموعة الموسى الصحية
مجموعة الموسى الصحية (بالإنجليزية: Almoosa Health Group) هي شركة رعاية صحية مقرها الأحساء، المملكة العربية السعودية. تدير المجموعة عدة مرافق بسعة إجمالية تبلغ 730 سريراً.

## التاريخ
في عام 1996، أنشأت المجموعة مستشفى الموسى العام، وكان أول مستشفى خاص في منطقة الأحساء. في سنة 1998، وقع المستشفى عقداً مع أرامكو السعودية. بحلول عام 2000، تمت زيادة الطاقة الاستيعابية إلى 100 سرير.
حصل المستشفى على اعتماد اللجنة الدولية المتحدة لاعتماد المنظمات الصحية (JCI) في عامي 2009 و2012، ثم اعتماد المركز السعودي لاعتماد المنشآت الصحية (CBAHI) سنة 2013. كما حصل على شهادة نظام تحليل المخاطر ونقاط التحكم الحرجة (HACCP) سنة 2014.
في عام 2015، أصبح مستشفى الموسى التخصصي أول مستشفى في الشرق الأوسط يحصل على اعتماد بلينتري (Planetree).
في سنة 2017، حصل مختبر الموسى التخصصي على اعتماد (CAP) الأمريكي.
في 2020، تحولت الشركة من شركة ذات مسؤولية محدودة إلى شركة مساهمة مقفلة.
في يناير 2022، افتتح الأمير سعود بن نايف بن عبد العزيز آل سعود، أمير المنطقة الشرقية، البرج الشمالي لمجموعة الموسى. في أكتوبر من نفس السنة، حصل البرج على جائزة نظام الريادة في تصميمات الطاقة والبيئة (LEED) للمباني الخضراء.
في مارس 2023، افتتح الأمير سعود بن طلال بن بدر آل سعود، محافظ الأحساء، مركز نوال العفالق للأورام التابع لمجموعة الموسى الصحية.
في سبتمبر 2023، حصل مستشفى الموسى التخصصي على اعتماد "الماجنت"، ليصبح أول مستشفى في الشرق الأوسط يحصل على هذا الاعتماد.
وفي عام 2023، وافقت الجمعية العامة غير العادية على زيادة رأس مال الشركة من 1,000,000 ريال سعودي إلى 350,000,000 ريال سعودي.
في 2024، تم تغيير اسم الشركة من مستشفى الموسى التخصصي إلى مجموعة الموسى الصحية.
في أبريل 2024، تم افتتاح مستشفى الموسى للتأهيل.
في سبتمبر 2024، أعلنت المجموعة عن افتتاح مركز للصحة النفسية في مستشفى الموسى للتأهيل، تحت اسم مركز رافا للصحة النفسية.
في أكتوبر 2024، أعلنت المجموعة عن خطط لبناء مستشفيين جديدين، أحدهما في الهفوف بسعة 300 سرير بحلول عام 2027، والآخر في الخبر بسعة 400 سرير بحلول عام 2028، بالإضافة إلى خمسة مراكز للرعاية بقيمة إجمالية تصل إلى 3 مليارات ريال سعودي.
في نوفمبر 2024، حصل مستشفى الموسى للتأهيل على اعتماد لجنة اعتماد مرافق إعادة التأهيل [الإنجليزية] (CARF).
في يناير 2025، طرحت الشركة أسهمها للاكتتاب العام بنسبة 30% من إجمالي رأس مالها.

## الشراكات
في عام 2019، تعاون مستشفى الموسى التخصصي مع أمانة الأحساء في إنشاء "ميدان القيصرية" في المدينة.
في يناير 2023، وقعت مجموعة الموسى الصحية مذكرة تفاهم مع الجمعية السعودية للتمريض.
وفي فبراير 2025، أعلنت مجموعة الموسى الصحية عن توقيع اتفاقية شراكة مع شركة "أوجنيتو"، تتضمن دمج أداة الذكاء الاصطناعي المحيط من أوجنيتو مع السجلات الطبية الإلكترونية (EMR) ونظام معلومات المستشفيات [الإنجليزية] (HIS) المستخدم لدى المجموعة.